# Giffoni Valle Piana
Giffoni Valle Piana ist eine italienische Gemeinde mit 11.515 Einwohnern (Stand 31. Dezember 2023) in der Provinz Salerno in der Region Kampanien.

## Geografie
Die Nachbargemeinden sind  Acerno, Calvanico, Giffoni Sei Casali, Montecorvino Pugliano, Montecorvino Rovella, Montella (AV), Pontecagnano Faiano, Salerno, San Cipriano Picentino und Serino (AV). Die Ortsteile sind Catelde, Chiaravallisi, Chieve, Curti, Curticelle, Gaia, Mercato, Ornito, San Giovanni, Santa Caterina, Santa Maria a Vico, Sardone, Sovvieco, Terravecchia und Vassi.